# Pere I del Brasil
Pere I del Brasil i IV de Portugal “el Rei Soldat” (Lisboa 1798 - íd. 1834) fou príncep del Brasil (1816-1822); regent del Regne (1821-1822); Emperador del Brasil (1822-1831) i Rei de Portugal (1826).

## Família
Fill del rei Joan VI de Portugal i la infanta Carlota Joaquina d'Espanya, nasqué a Lisboa al Palau de Queluz el 12 d'octubre de 1798.
Era net per part de pare dels reis Pere III de Portugal i Maria I de Portugal, mentre que per part de mare ho era del rei Carles IV d'Espanya i la princesa Maria Lluïsa de Borbó-Parma.
Quan ell tenia nou anys, el 1807, la família reial es va traslladar al Brasil per escapar de l'ocupació Napoleònica, i s'hi va estar fins començaments de la dècada del 1820. La presència de la família reial al país va convertir la ciutat de Rio de Janeiro en capital de l'Imperi Portuguès i va elevar el Brasil a un estatut igual que el de Portugal dins el regne. Fou el 1816, amb la mort de Maria I i l'ascens al tron de Joan VI, quan Pere fou nomenat hereu del regne, mitjançant el títol de príncep del Brasil.
En primeres núpcies, es casà a Rio de Janeiro el 6 de novembre de 1817 amb l'arxiduquessa Maria Leopoldina d'Àustria, filla de l'emperador Francesc I d'Àustria i la princesa Maria Teresa de Borbó-Dues Sicílies. D'aquesta unió nasqueren:
- la infanta Maria II de Portugal (1819-1853), reina de Portugal
- l'infant Miquel de Bragança (1820)
- l'infant Joan Carles de Bragança (1821-1822)
- la infanta Januaria Maria de Bragança (1822-1901), princesa imperial del Brasil, casada el 1844 amb el príncep Lluís Carles de Borbó-Dues Sicílies
- la infanta Paula Marianna de Bragança (1823-1833)
- la infanta Francesca Carolina de Bragança (1824-1898), casada el 1843 amb el príncep Francesc d'Orleans-Joinville
- l'infant Pere II del Brasil (1825-1891), emperador del Brasil

En segones núpcies es casà per poders el 2 d'agost de 1829 a Múnic, i en persona el 17 d'octubre del mateix any a Rio de Janeiro, amb Amàlia de Leuchtenberg, filla del duc Eugeni de Beauharnais i de la princesa Augusta de Baviera. D'aquesta unió nasqué:
- la princesa Maria Amèlia de Bragança (1832-1852)

## Govern

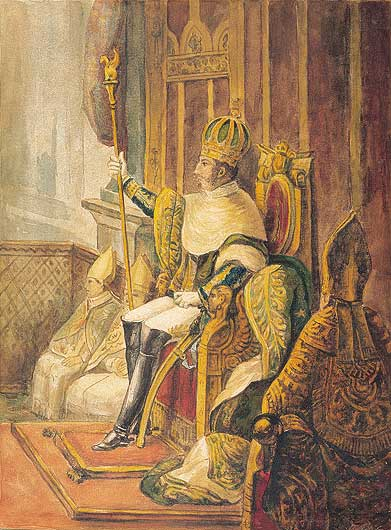
Cerimònia de coronació com a emperador del Brasil

L'any 1821 la família reial portuguesa decideix, després de més de deu anys d'exili forçós al Brasil, tornar a Portugal. Abans del retorn el rei Joan VI de Portugal elimina els privilegis atorgats al Brasil i deixa al seu fill, el príncep hereu Pere de Beira com a administrador de la colònia. Aviat apareixeran importants descontentaments entre la població mentre certs sectors nacionalistes oferiran la Corona a Pere, que l'acceptarà. El suport de Pere a la Revolució lliberal de Porto de 1820 provocarà la pressió de la Cort al seu pare pel retorn al continent del príncep hereu, a la qual cosa Pere es va negar. Se li va retirar el càrrec de regent, i restà com un simple representant de la Corona al Brasil. En conèixer la notícia, el 7 de setembre de 1822, va desembeinar l'espasa i per l'anomenat Crit d'Ipiranga: Independència o mort! va proclamar la independència del Brasil. Posteriorment, el 12 d'octubre, fou proclamat emperador i l'1 de desembre fou coronat amb el nom de Pere I del Brasil.

## Un regne amb problemes
Els primers anys de la independència no foren fàcils, calgué superar un seguit d'escàndols que afectaren enormement la popularitat de l'emperador. L'assumpció del títol d'emperador en lloc del de rei es degué a la voluntat d'acomodar les importants diversitats del país a la monarquia així com per la seva voluntat de voler emular Napoleó Bonaparte.
Poc després de la Independència del Brasil, i acabades les lluites a les províncies contra la resistència portuguesa, va ser necessari iniciar el treball de l'Assemblea Constituent. Aquesta havia estat convocada abans de la separació, al juliol de 1822, encara que solament es va instal·lar al maig de 1823. Després va quedar clar que l'Assemblea votaria una constitució restringint els poders imperials amb la separació de poders (tot i la idea centralitzadora escampada per José Bonifácio i el seu germà Antônio Carlos de Andrada e Silva. No obstant això, abans que fos aprovada, les tropes de l'exèrcit van envoltar l'edifici de l'Assemblea i la mateixa va ser dissolta per ordre de l'emperador, devent ser elaborada la constitució per juristes de la confiança de Pere I del Brasil.
Les seves idees liberals quedaren vinculades a la necessitat de mantenir un poder monàrquic fort i estable per tal de garantir la unitat del país i controlar moltes províncies en què o encara es pretenia mantenir certa unió amb Portugal o que ja s'hi sentia cert sentiment republicà. El 25 de març de 1824 s'aprovà la Constitució brasilera de 1824 de caràcter liberal i que portava una innovació: el Poder moderador. A través d'ell, l'emperador podria controlar els altres tres poders.
A mitjans de 1824 Pere I del Brasil va demanar préstecs a Anglaterra i va contractar tropes a l'exterior, que van seguir cap a Recife sota el comandament de Thomas Cochrane va navegar cap al nord amb un esquadró per ajudar l'exèrcit brasiler comandat pel general Francisco Lima e Silva a reprimir la rebel·lió republicana de la Confederació de l'Equador. La rebel·lió es va extingir ràpidament i Cochrane va procedir a Maranhão, on es va fer càrrec de l'administració exigint el pagament de la reconquesta de la província en 1823 durant la Guerra d'Independència del Brasil.
L'any 1826 moria el rei Joan VI de Portugal i Pere fou cridat a la successió portuguesa, ignorant les restriccions de la seva pròpia Constitució. Malgrat tot, el seu regnat fou breu (7 dies, començant el 26 d'abril) i el mateix any, el 2 de maig d'aquell any, va abdicar en favor de la seva filla, Maria II de Portugal, que amb set anys assumí al tron regentat pel seu oncle, el príncep i rei Miquel I de Portugal amb la promesa d'un casament futur entre regent i reina. Mentrestant la vacil·lació de Pere entre quedar-se a Portugal o retornar al Brasil, d'on encara era emperador, feren molt mal a la seva imatge pública.

## Retorn a Portugal
Després d'una crisi política que va acabar amb la dimissió dels ministres, i enmig d'una forta crisi econòmica, Pere es va veure obligat a abdicar el tron brasiler el 7 d'abril de 1831 en favor del seu fill Pere II del Brasil.
Tornà a Portugal i allà combaté el seu germà Miquel, en l'anomenada Guerra dels Dos Germans, per tal d'expulsar-lo i recuperar la Corona per a la seva filla. Vençut Miquel, l'antic rei i emperador es retirà al Palau de Queluz, on morí el 24 de setembre de l'any 1834, a l'edat de 36 anys de tuberculosi.

## Heroi de la Pàtria
En virtut de la Llei Federal núm. 9828, de 1999, el Congrés Nacional del Brasil va decretar la inscripció de l'Emperador en el Llibre dels Herois i Heroïnes de la Pàtria, un memorial cenotàfic situat dintre del Panteó de la Pàtria i de la Llibertat Tancredo Neves de Brasília, creat per honorar la memòria de les persones que millor van servir al país en la seva defensa i construcció.